# Condylostylus breviseta
Condylostylus breviseta är en tvåvingeart som först beskrevs av Daniel William Coquillett 1902.  Condylostylus breviseta ingår i släktet Condylostylus och familjen styltflugor. Inga underarter finns listade i Catalogue of Life.